# 小磯誠
小磯 誠（こいそ まこと、1962年5月4日 - ）は、日本の会社役員。ラジオ沖縄のアナウンサー。東京都出身。
ラジオ沖縄のホームページでは「こいそまこと」と表記され、新聞の番組表では「小磯誠人」と表記されている。
2020年7月1日付けで取締役制作報道局長に就任した が、アナウンス業務や番組パーソナリティーは引き続き行っている。

## 担当番組

### 現在担当の番組
- こいそまことのセンチメンタル歌謡曲（毎週水曜　20:00-22:00（生放送））

### 以前担当した番組
- こちら西町ラジオ村（2002年4月～2004年3月・2007年10月～2009年9月）
- まことにいい朝!（2003年4月～2007年9月）
- ラジオ・チャリティー・ミュージックソン
- 思いやり交差点
- ときめきリバイバル（2015年4月～2018年3月）